# Рок-группа (группа)
«Рок-группа» — неформальное музыкальное творческое объединение, российская супергруппа, состоящая из известных петербургских рок-музыкантов: Юрия Шевчука (ДДТ), Александра Конвисера («Бригадный подряд»), Михаила Горшенёва, Андрея Князева, Александра Балунова, Якова Цвиркунова, Александра Леонтьева («Король и Шут»), Алексея Горшенёва («Кукрыниксы»), Ильи Чёрта («Пилот»), Александра Чернецкого («Разные люди»).

## История
Проект появился в апреле 2003 года. Тогда же был записан и единственный альбом — «Попса», под запись которого и был собран данный состав известных исполнителей и музыкантов.
Диск поступил в продажу 30 октября 2003 года. Издателем стал лейбл «Никитин». В конце ноября на экранах появился видеоклип на заглавную композицию. Режиссёром выступил Ян Кравцов. Исполнение прошло на концертах группы «ДДТ» в Санкт-Петербурге и Москве, с участием гостей: Александра Чернецкого, Ильи Чёрта, Алексея Горшенёва.
Заглавная песня из этого альбома с одноимённым названием продержалась десять недель в тройке лидеров «Чартовой дюжины», что говорит об определённом успехе и популярности данной песни. Интерес был подогрет статьёй Артемия Троицкого, в которой вышеупомянутые «властители дум значительной части школьно-пэтэушного контингента», спевшие эту «посредственную песенку», обвинялись в занятии «бессмысленной дурью». Особенно сильно выглядело в ней обвинение в этом Шевчука, связавшегося с «урловатыми Горшком и Чёртом» и в последнее время возмущающегося «несчастной попсой» и «Фабрикой звёзд» больше, чем «фабрикой смерти в Чечне» и проблемами «кровоточащей коматозной страны».
Вадим Курылёв: «Сама песня слабовата и, если бы не звёздный состав, её исполняющий, вообще не представляла бы никакой ценности. Исполнять мне её, слава Богу! — не довелось! Но меня для участия в подобных акциях вокалистом никогда и не пригласят — я недостаточно знаменит для этого».
Андрей Князев: «Я согласен с Троицким в ряде моментов: текст действительно  школьно-пэтэушный, и эта песня ничего в себе не несла, никакого смысла. Она не изменила порядок вещей и выставила рокеров, как это принято теперь говорить, „хейтерами“. Плюс этой песни — в тусовке. На сцене собрались парни из разных групп и спели нечто обобщённое. Я для себя чётко понял, что лучшая борьба с попсой — популяризация собственного стиля и развитие своей культуры. Если бы у нас всё было хорошо, нам бы было плевать на попсу. Рокеры всегда за что-то боролись, и это главное наше отличие. Но иногда полезно разобраться, за что ты борешься. Русский рок тогда умирал, и это было очевидно... Если не придерживаться серьёзной критики и аналитики, то песня была сделана по приколу, и мы все весело „постебались“».
Оригинальная песня была записана группой Бригадный подряд и вошла в их альбом «Насилие и sex» 2003 года. В 2019 году вышел альбом «Плоская Земля». По этому поводу Алексей Мажаев заметил:

Песня «Попса» — да-да, та самая, с помощью которой Юрий Шевчук пытался воевать с ненавистным музыкальным стилем. Напомним, что двадцать лет назад он собрал «лучших людей питерского рок-н-ролла», чтобы хором спеть «они прекрасные артисты, они всем хороши, у них должно быть всё на свете, кроме души» и жуткий припев «О-о, попса — розовая пасть голодного пса». Ну что там говорить, это была очень плохая идея с ещё более худшим воплощением, одна из самых стыдных и позорных акций в музыкальной истории русского рока. Отказывать в таланте целому жанру, да ещё в такой бесталанной форме и беспомощных выражениях? И ведь никто не остановил, не намекнул, как это выглядит с точки зрения здравого смысла. Про эту песню сейчас очень редко вспоминают, и это справедливо — кому же захочется вспоминать свои косяки? Так было до тех пор, пока «Бригадный подряд» не решил её реанимировать и записать для альбома «Плоская Земля».

Использование этой песни почти в самом конце диска полностью переворачивает отношение к новому альбому. Ведь «Попса» теперь совсем не кажется искренним и обличительным треком, это какой-то гимн завистников и неудачников, которые свою душу не смогли продать только потому, что покупателей не нашлось. Возможно, «Бригадный подряд» хотел, чтобы номер выглядел смело и разоблачительно — по факту же получается, что немолодые панки разоблачают сами себя, заодно сводя к нулю все свои немногочисленные на этом альбоме удачи.

## Дискография
- 2003 — Попса

| №   | Название                            | Длительность |
| --- | ----------------------------------- | ------------ |
| 1.  | «Попса»                             | 3:11         |
| 2.  | «Куда ты смотришь?»                 | 3:11         |
| 3.  | «Дым»                               | 2:37         |
| 4.  | «Кошка» (feat. Король и Шут)        | 1:20         |
| 5.  | «Бесы» (Пилот)                      | 2:40         |
| 6.  | «Русская тоска»                     | 4:31         |
| 7.  | «Третья беда»                       | 2:40         |
| 8.  | «Попса» (feat. Юрий Шевчук)         | 3:11         |
| 9.  | «Попса» (feat. Король и Шут)        | 2:55         |
| 10. | «Попса» (feat. Алексей Горшенёв)    | 2:57         |
| 11. | «Попса» (feat. Илья Чёрт)           | 2:56         |
| 12. | «Попса» (feat. Александр Чернецкий) | 2:57         |
| 13. | «Попса» (Бригадный Подряд)          | 2:54         |
| 14. | «Большой Питерский блюз» (Пилот)    | 3:25         |